# 镜像对称 (弦理论)
在代数几何和理论物理中，镜像对称是指卡拉比-丘流形之间的一种特殊关系，即两种卡丘流形虽然在几何上差别很大，但是作为弦理论的额外维度时却是等价的。这样的一对流形被称为镜像流形。
镜像对称最早是由物理学家发现的。1990年左右，菲利普·坎德拉斯、齐妮娅·德·拉·奥萨（Xenia de la Ossa）、保罗·格林（Paul Green）和琳达·帕克斯（Linda Parks）发现它可以用于枚举几何，因此激发了数学家对此的兴趣。枚举几何是研究几何问题解的数量的数学分支。坎德拉斯和他的合作者证明了镜像对称可用于计算卡丘流形上有理曲线的数目，从而解决了一个长期的难题。尽管镜像对称最初的方法是从物理出发的，数学上并不严格，它的许多数学预测已经被严格证明了。
目前，镜像对称是纯数学中的热门话题，数学家正在物理直觉的基础上探索镜像对称的严格数学化表述。镜像对称也是进行弦论和量子场论计算的重要工具，这两者都是物理学家用来描述基本粒子的理论。镜像对称的数学表述主要有马克西姆·孔采维奇的同调镜像对称，以及安德鲁·施特罗明格、丘成桐和埃里克·扎斯洛的SYZ猜想。

## 扩展阅读

### 科普
- Yau, Shing-Tung; Nadis, Steve. . Basic Books. 2010. ISBN 978-0-465-02023-2.
- Zaslow, Eric. . 2005. arXiv:physics/0506153 .
- Zaslow, Eric. . Gowers, Timothy  (编). . 2008. ISBN 978-0-691-11880-2.

### 教材
- Aspinwall, Paul; Bridgeland, Tom; Craw, Alastair; Douglas, Michael; Gross, Mark; Kapustin, Anton; Moore, Gregory; Segal, Graeme; Szendröi, Balázs; Wilson, P.M.H. (编). . American Mathematical Society. 2009. ISBN 978-0-8218-3848-8.
- Cox, David; Katz, Sheldon. . American Mathematical Society. 1999. ISBN 978-0-8218-2127-5.
- Hori, Kentaro; Katz, Sheldon; Klemm, Albrecht; Pandharipande, Rahul; Thomas, Richard; Vafa, Cumrun; Vakil, Ravi; Zaslow, Eric (编).  (PDF). American Mathematical Society. 2003. ISBN 0-8218-2955-6. （原始内容 (PDF)存档于2006-09-19）.